# Природный парк Бучеджи
Природный парк Бучеджи (рум. Parcul Natural Bucegi) — природоохранная территория в Румынии, расположенная на территории горного массива Бучеджи на Южных Карпатах. Территория природного парка Бучеджи составляет 32663 га.

## История
Долгое время, с начала 20 века, редкая и богатая флора горного массива Бучеджи привлекала внимание многих исследователей и любителей природы как из самой Румынии, так и из-за рубежа. Первые предложения по созданию природоохранной территории в горах Бучеджи относятся к 1936 году. С развитием туризма и максимальной эксплуатацией природных ресурсов возникла угроза процесса массового уничтожения биологического разнообразия местности, поэтому были созданы соответствующие меры по охране и защите местной природы путем создания природного парка Бучеджи приказом министра ОМ 7 / 01.27.1990. Географические границы природного парка Бучеджи определены решением правительства Румынии № 230 от 4 марта 2003 по разграничению биосферных заповедников, природных и национальных парков и созданию администрации природного парка.
Природный парк включает в себя горный район с пещерами, ямы ами, каньонами, хребтами, провалами, долинами, водопадами, пастбищами и лесми, которые защищают разнообразную флору и фауну. Парк славится своими скальными выходами Бабеле и Сфинксом.

## Описание парка
Парк расположен на части территорий жудецов Дымбовица, Прахова, Брашов. Администрация парка находится в коммуне Мороень уезда Дымбовица.
Территория парка составляет 32 663 га. На территории парка созданы также 14 заповедников — районов, которые требуют более высокой степени защиты растений, деревьев, известняковых образований. Заповедники занимают около 12 770 га, то есть около 35 % территории парка.